# Auchan Supermarket

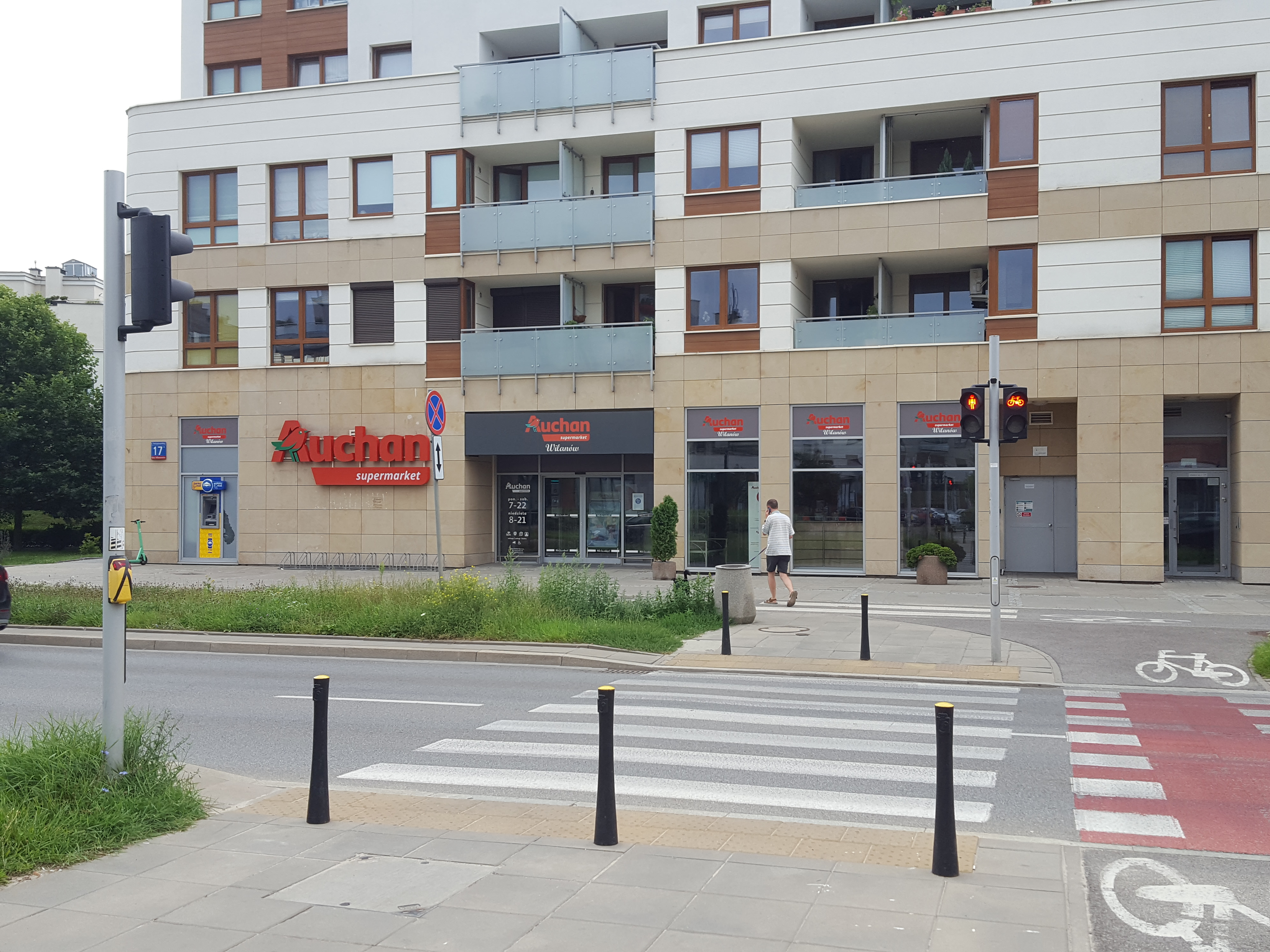
Auchan Supermarket (Warszawa, Aleja Rzeczypospolitej 17)

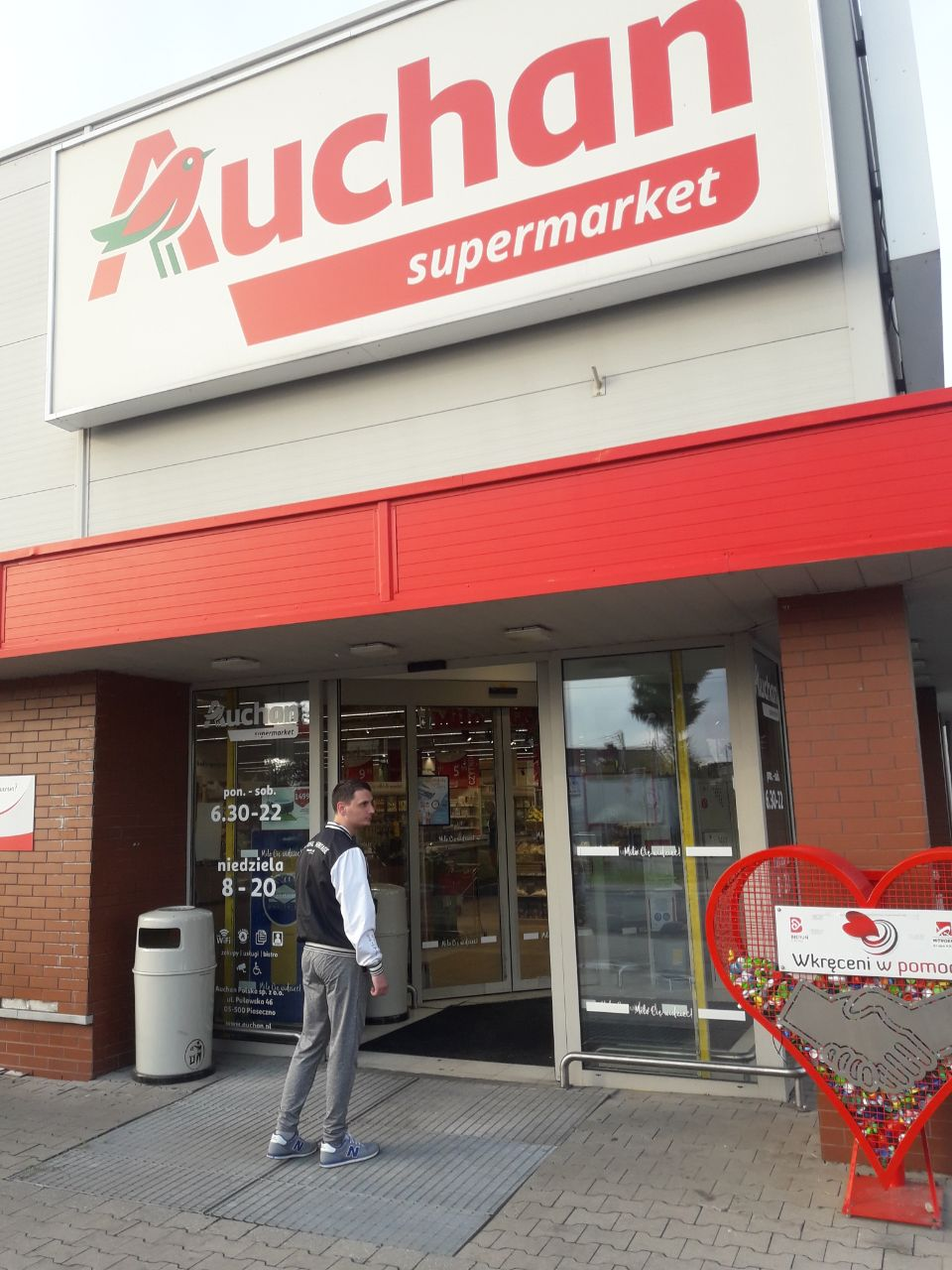
Auchan Supermarket (Bieruń)

Auchan Supermarket (pierwotnie Simply Market) – sieć supermarketów, dawniej prowadzona przez spółkę Elea Polska, obecnie przez Auchan Polska Sp. z o.o. oraz przez prywatnych przedsiębiorców na zasadzie franczyzy, będącą w grupie francuskiego koncernu Auchan.
Sieć powstała w 2002 roku po przejęciu sieci supermarketów Billa, należącej do koncernu Rewe. Sklepy Billa zostały przemianowane na nową markę Elea. W kolejnych latach rozwijano sieć Elea poprzez otwieranie nowych placówek. Od 2005 roku otwierano również na terenie Warszawy sklepy o mniejszej powierzchni, które otrzymywały szyld A-Tak. W 2009 roku przebrandowano wszystkie sklepy spółki na markę Simply Market.
W latach 2012–2013 część sklepów funkcjonowała pod szyldem Simply City, jednak w 2014 roku ponownie dokonano ujednolicenia i wszystkie placówki funkcjonują obecnie jako Simply Market. Sieć liczy 34 placówki, zlokalizowane w województwach mazowieckim, dolnośląskim, śląskim i małopolskim.
Supermarkety tej sieci oferują średnio 10 000 produktów na powierzchni od 800 do 2000 m², w działach spożywczym (warzywa i owoce, nabiał, piekarnia, mięso i wędliny, mrożonki, alkohole, słodycze) i chemicznym (kosmetyki, środki czystości itp.) oraz na stoiskach czasowych.
Od 2017 roku wszystkie supermarkety ze znakiem Simply Market zastępowane są placówkami Moje Auchan (mniejsze sklepy) i Auchan Supermarket (większe sklepy).